# گرنتسویل (یوتا)
گرنتسویل (به انگلیسی: Grantsville) شهری در ایالت یوتا کشور ایالات متحده آمریکا است که جمعیت آن در سرشماری سال ۲۰۱۰ میلادی، ۸٬۸۹۳ نفر بوده‌است.